# Нарколепсія
Нарколепсія — це захворювання нервової системи, що супроводжується порушенням активності, що характеризується денними приступами непереборного сну і нападами раптового засинання. Інколи відмічається короткочасна паралізованість тіла відразу після пробудження.

## Симптоми нарколепсії
- денні засинання
- порушення нічного сну
- мимовільні посмикування м'язів
- поява яскравих нічних жахіть
- катаплектичні напади (раптова втрата м'язової сили і тонусу скелетної мускулатури, результатом чого є повна знерухомленість)
- галюцинації протягом сну
- проблеми пам'яті та концентрації
- розлади харчування

## Форми нарколепсії
1. моносимптомна, при якій спостерігається сонливість тільки удень
2. полісимптомна, при якій виявляється весь нарколіптичний симптомокомплекс

## Причини виникнення нарколепсії
- дефіцит нейромедіатора орексина в мозку, спричинений:
- спадковістю
- у результаті перенесених інфекційних захворювань мозку
- черепно-мозковими травмами
- пухлинами головного мозку
- сильним нервовим перенапруженням
- психологічними захворюваннями

## Симптоматичне лікування
Існує багато різних способів лікування, що забезпечує нормальне функціонування пацієнта та якість життя, з яким він може відновити контроль над його повсякденним життям.
Для лікування нарколепсії використовуються такі фармакологічні засоби, як ефедрин, фенамін, іпразид та ін. Ці речовини зменшують непереборність денних засинань, викликають припинення гіпнагогічних галюцинацій і страхітливих сновидінь, відновлюють можливість плідно працювати і вчитися.
Найбільш поширеними стратегіями полегшення симптомів є:
- виконувати заплановані дрімання та дотримуйтесь правильної гігієни сну;
- для лікування гіпнагогічних галюцинацій та сонного паралічу застосовуються трициклічні антидепресанти;
- пити багато води;
- уникати стресу та оточувати себе лише позитивними емоціями.